# Fundina
Fundina (en serbe cyrillique : Фундина) est un village de l'est du Monténégro, dans la municipalité de Podgorica.

## Démographie

### Évolution historique de la population
| 1948 | 1953 | 1961 | 1971 | 1981 | 1991 | 2003 |
| ---- | ---- | ---- | ---- | ---- | ---- | ---- |
| 565  | 566  | 606  | 533  | 517  | 452  | 280  |